# Марла Мессінг
Марла Мессінг (уроджена Перлстайн ; нар. 1964) — американська юристка і спортивний керівник. Вона відома насамперед своєю роботою у футболі — спочатку на Чемпіонаті світу з футболу 1994 року та як один із перших керівників Вищої ліги футболу в 1995 році. У 1996 році Мессінг стала президенткою і головною виконавчою директоркою комітету, який організував Чемпіонат світу з футболу серед жінок 1999 року Потім Мессінг була тимчасовою генеральною директоркою Національної жіночої футбольної ліги. З 2019 по 2021 рік вона була генеральною директоркою USTA Southern California.
Мессінг — випускниця Мічиганського університету (1986) та юридичного факультету Чиказького університету (1989). Вона була корпоративним юристом у Latham &amp; Watkins, перш ніж приєднатися до організаційного комітету Чемпіонату світу з футболу 1994 року, спочатку як спеціальна помічниця голови та генерального директора Алана Ротенберга, а згодом як виконавча віце-президентка комітету. У 1995 році Мессінг стала старшою віце-президенткою Вищої футбольної ліги, а через рік її було призначено президенткою і генеральною директоркою Чемпіонату світу з футболу серед жінок 1999 року. Мессінг подала бізнес-план комітету для турніру ФІФА 1999 року у вересні 1996 року, за два дні до народження Наталі, її першої дитини. Після Чемпіонату світу з футболу серед жінок 1999 року Мессінг стала футбольною мамою своїх трьох дітей. Вона повернулася у світ спорту в 2016 році, коли стала віце-президенткою Олімпійського та Паралімпійського дослідницького комітету LA2024 і допомогла Лос-Анджелесу забезпечити проведення літніх Олімпійських і Паралімпійських ігор 2028 року.

## Призначено тимчасового генерального директора NWSL
Після відставки Лізи Берд з посади комісара NWSL після наслідків інцидентів із тренером команди North Carolina Courage Полом Райлі та персоналом Washington Spirit 18 жовтня 2021 року виконавчий комітет NWSL призначив Мессінг тимчасовим генеральним директором NWSL Мессінг негайно взялася за роботу, пообіцявши «навести порядок у нашому домі». Невдовзі Мессінг уклала угоду з Асоціацією гравців щодо восьми окремих вимог, пов'язаних із наслідками різних інцидентів. Тоді Мессінг було доручено привести Washington Spirit у лігу, оскільки франшиза була відчужена від NWSL і заборонена в управлінні лігою після звільнення головного тренера Річі Берка. Мессінг керувала продажем Washington Spirit, спонукавши власника Стівена Болдвіна продати команду одному із міноритарних власників франшизи, Мікеле Канг, за рекордні 35 мільйонів доларів. Після продажу Spirit повернувся до решти ліги. Сезон 2021 підійшов до завершення під час Championship Weekend у Луїсвіллі, штат Кентуккі, коли Spirit виграв свій перший чемпіонат NWSL, перемігши Chicago Red Stars 2-1. Під час Championship Weekend Мессінг оголосила, що Nike погодилася продовжити спонсорство з лігою на вісім років. У січні 2022 року було оголошено, що NWSL та Асоціація гравців NWSL погодилися укласти першу в історії колективну угоду, яка передбачає свободу волі гравців, вищі зарплати з щорічним збільшенням та інші переваги для здоров'я та здоров'я до 2026 року. «Це історичний момент для жіночого футболу в Сполучених Штатах», — сказала Мессінг у заяві. Було оголошено про розклад ліги NWSL на 2022 рік, у якому додано Кубок виклику NWSL. і драфт NWSL 2022 для старшокласників. У січні Мессінг домовилася з новими власниками «Реал Солт-Лейк» Девідом Блітцером і Раяном Смітом про варіант для NWSL Utah Royals FC, який приведе лігу до 13 команд до 2024 року. Також було оголошено про нові національні спонсорські угоди з Voyager і Delta Air Lines. Сезон NWSL 2022 року розпочався з двох нових франшиз, San Diego Wave FC і Angel City FC, які завершили перелом у лізі.

## Чемпіонат світу з футболу серед жінок 1999 року

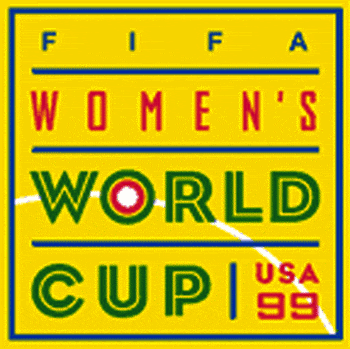
Емблема Чемпіонату світу з футболу серед жінок 1999 року

Коли Мессінг очолила організаційний комітет Чемпіонату світу з футболу серед жінок, вона разом із тодішнім президентом США з футболу Аланом Ротенбергом звернулася до ФІФА з проханням дозволити їм перенести подію на кілька великих стадіонів розміром із НФЛ на основних ринках Сполучених Штатів замість маленьких футбольних споруд вздовж східного узбережжя, включаючи стадіон Giants у Нью-Джерсі, стадіон Foxboro за межами Бостона, FedExField у передмісті Меріленду, Soldier Field у Чикаго, стадіон Stanford у Пало-Альто, Каліфорнія, та Rose Bowl (стадіон) у Пасадена, Каліфорнія. Із запуском Major League Soccer і потужним масовим маркетингом було вирішено, що буде достатній ажіотаж і попит на квитки на великі майданчики. У червні та липні 1999 року Чемпіонат світу з футболу серед жінок став найбільшою спортивною подією в історії лише для жінок, продавши 650 000 квитків, у тому числі 90 185 квитків на фінальний матч США проти Китаю на Rose Bowl. Турнір мав світову телевізійну аудиторію майже в 1 мільярд глядачів і понад 40 мільйонів глядачів у Сполучених Штатах на фіналі Чемпіонату світу з футболу серед жінок. Для Мессінг і команди було влаштовано президентом Сполучених Штатів Біллом Клінтоном і першою леді Гілларі Клінтон церемонію вшанування команди в Білому домі в липні 1999 року. Щоб відзначити 20-річчя Чемпіонату світу з футболу 1999 року, статую Бренді Честейн і жіночої футбольної команди США 1999 року було відкрито на Rose Bowl у 2019 році. Мессінг проголосила там промову, сказавши: «Ці жінки та їхні досягнення будуть назавжди увічнені на цьому постаменті».

## Netflix і HBO
12 травня 2020 року було оголошено, що Netflix забезпечив права на книгу давнього спортивного репортера New York Times Джера Лонгмана « The Girls of Summer», яка детально описує історію жіночої національної збірної США 1999 року та журналу FIFA Women's World. Кубок. За нею буде створено художній фільм. Мессінг стане виконавчим продюсером фільму разом з Крістою Сміт і Джилл Мазурскі. Мессінг також можна побачити в документальному фільмі HBO «Наважитись мріяти», який також розповідає про підйом жіночої національної збірної США та її перемогу в 1999 році.

## Почесті та громадянське життя
Журнал Sports Business Journal відзначив Мессінг за її роботу в спорті нагородами «Чемпіон у спортивному бізнесі» та «Жінка-керівник року». Її також відзначили WISE — Women in Sports and Events і Ad Age. Мессінг працювала в радах директорів Комітету Південної Каліфорнії з Олімпійських ігор, Спортивної ради Лос-Анджелеса і Комісії зі спорту та розваг Лос-Анджелеса, Футбольного фонду США, жіночого світу ФІФА 1999 року. Cup, і Brentwood School (Лос-Анджелес). У 2019 році мер Лос-Анджелеса Ерік Гарсетті призначив Мессінг членом Комісії зі статусу жінок.